# فيليكس وير
فيليكس وير (بالإنجليزية: Felix Weir)‏ هو عازف كمان أمريكي، ولد في 1884، وتوفي في 1978.